# Anna di Cilli
Anna di Cilli o Anna di Celje (Celje, 1381 – Cracovia, 21 maggio 1416), fu la seconda moglie di Jogaila.

## Biografia
Anna era l'unica figlia del conte Guglielmo di Cilli (1361-1392), e di sua moglie, Anna di Polonia (1366-1425), la figlia più giovane di Casimiro III di Polonia. È probabile che Anna sia nata nel castello di Celje. Suo padre morì quando Anna aveva circa dieci anni. Due anni dopo, sua madre sposò Ulrich, Duca di Teck, e lasciò Anna alle cure di Ermanno II e sua moglie Anna di Schaunberg a Celje. È molto probabile che la ragazza fosse analfabeta e non parlasse in polacco.

## Matrimonio
La prima moglie di Jogaila e regina regnante di Polonia Jadwiga, cugina di secondo grado di Anna, morì nel luglio del 1399 dopo delle complicazioni dovute al parto. Jogaila, che proveniva dalla Lituania, rimase sovrano di un paese straniero senza eredi. Pertanto, cercò una moglie per rafforzare le sue pretese nei confronti della Polonia e legittimare il suo governo. Nel 1401, Jogaila inviò dei messaggeri a Celje per chiedere a Ermanno II la mano di Anna. Il 16 luglio 1401 Anna arrivò a Cracovia dove incontrò Jogaila alle porte della città. Tuttavia, Jogaila aveva una forte avversione per la sua sposa. 
Il matrimonio fu posticipato citando la necessità che Anna imparasse il polacco. Anna visse in un monastero mentre Jogaila viaggiava nei territori orientali del suo regno. Tornò solo nel gennaio del 1402. La cerimonia nuziale ebbe luogo il 29 gennaio 1402 nella cattedrale di Wawel. Per ragioni sconosciute, l'incoronazione di Anna come regina di Polonia fu posticipata di un anno fino al 25 febbraio 1403.

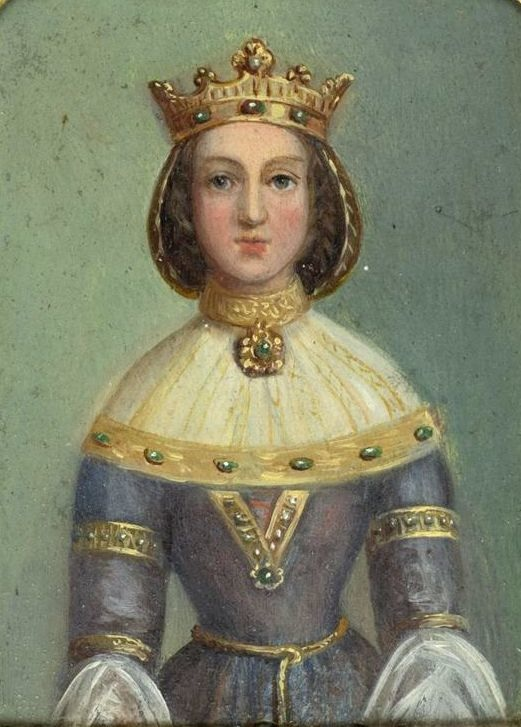

C'erano circa trent'anni tra Anna e Jogaila. Fu riconosciuto che Anna non era una donna molto attraente. Il re viaggiava spesso lasciando Anna da sola nel castello di Wawel. Anna non era molto ambiziosa o politicamente attiva. Era conosciuta come una donna religiosa e una moglie obbediente.
Nell'autunno del 1407, cinque anni dopo il matrimonio, Anna rimase incinta. Klemens Moskarzewski, castellano di Wiślica, accusò la regina di infedeltà coniugale con Jakub Kobylański e Mikołaj Chrząstowski. Jogaila credette alle voci e imprigionò Jakub. Durante un congresso a Niepołomice, i nobili polacchi difesero la regina e le accuse sono state respinte. Un anno dopo, Jogaila accusò Anna di una relazione con Jędrzej Tęczyński, ma quella causa non raggiunse un'udienza pubblica. Nel 1411 Mikołaj Kurowski, arcivescovo di Gniezno, accusò nuovamente Anna, ma morì prima che le voci potessero essere verificate.
L'8 aprile 1408 Anna diede alla luce una figlia, Edvige. Non era un erede maschio desiderato da Jogaila o dai nobili polacchi, ma rafforzò ancora la posizione di Anna e divenne un po' più visibile in politica. Nel febbraio del 1410, durante la guerra polacco-lituano-teutonica, Anna era presente quando Jogaila si incontrò con Ermanno II. Dopo la battaglia di Grunwald, Jogaila scrisse due lettere: una ad Anna e l'altra al vescovo Wojciech Jastrzębiec. Nel febbraio del 1412, Anna e Jogaila ospitarono le nozze di Ernesto, Duca d'Austria e Cimburga di Masovia. Dopo il matrimonio, Anna e Jogaila si recarono in Ungheria per negoziare con Sigismondo di Lussemburgo. Anna incontrò Barbara di Cilli, moglie di Sigismondo e figlia di Ermanno II - le ragazze sono cresciute insieme. Tuttavia, Anna non partecipò ai negoziati a Buda in aprile-agosto 1412.
All'inizio del 1413, la figlia di Anna, Edvige, fu ufficialmente proclamata erede presunta al trono polacco durante un congresso a Jedlnia. È stata una vittoria politica importante per Anna. Jogaila, Anna ed Edvige si recarono in Lituania per presentare la principessa alla nobiltà lituana. Lì fu firmato l'Unione di Horodło nell'ottobre del 1413. Anna visitò anche la Samogizia per osservare la sua cristianizzazione; più tardi inviò una relazione al Concilio di Costanza. All'inizio del 1415, Anna viaggiò con Jogaila e a maggio incontrò Alessandro I di Moldavia a Snjatyn. Era la sua ultima azione politica conosciuta.

## Morte
Alla fine del 1415, Jogaila viaggiò in Lituania, mentre Anna rimase a Cracovia. Forse era già malata. Nel febbraio 1416 fu inviato un messaggero per informare Jogaila che la regina era gravemente ammalata. Nonostante la notizia, Jogaila non si affrettò a tornare a Cracovia. Raggiunse la capitale solo a maggio e Anna morì dopo pochi giorni, il 21 maggio. Fu sepolta nella Cattedrale del Wawel.